# Districte de Limavady
El districte de Limavady (gaèlic irlandès Comhairle Bhuirg Léim an Mhadaidh) és un districte situat al comtat de Derry a Irlanda del Nord amb seu a la ciutat de Limavady. Té una població de 32.000 habitants dels quals el 63% viu a assentaments rurals. Té una àrea de 586 kilòmeters quadrats i inclou la vall del riu Roe. S'estén des de les Muntanyes Sperrin al sud a la platja de Benone, a set milles de la costa de l'oceà Atlàntic, la primera platja d'Irlanda del Nord que va obtenir la Bandera Blava. A part de Limavady altres ciutats són Dungiven i Ballykelly.
L'àrea del consell municipal de Limavady Borough Council comprèn tres àrees electorals: Limavady Town, Benbradagh i Bellarena. El consell fou establit en 1973 i està format per 15 membres elegits normalment per un període de quatre anys pel sistema de vot únic transferible. Junt amb el veí Districte de Coleraine forma el districte electoral d'East Londonderry per a les eleccions al Parlament del Regne Unit i l'Assemblea d'Irlanda del Nord.
A les darreres eleccions de 2011 foren elegits els següents membres: 6 Sinn Féin, 3 Social Democratic and Labour Party (SDLP), 3 Partit Unionista Democràtic (DUP), 2 Partit Unionista de l'Ulster (UUP) i 1 Veu Unionista Tradicional (TUV). Els càrrecs d'alcalde i tinent d'alcalde generalment són rotatoris entre els partits més votats d'ambdues comunitats. Pel desembre de 2012 l'alcalde és Cathal McLaughlin (Sinn Féin) i el tinent d'alcalde Alan Robinson (DUP).

## Resultat de les eleccions de 2011
| Partit | Partit                             | escons | modificació +/- |
| ------ | ---------------------------------- | ------ | --------------- |
| •      | Sinn Féin                          | 6      | =               |
| •      | Social Democratic and Labour Party | 3      | =               |
| •      | Partit Unionista Democràtic        | 3      | =               |
| •      | Partit Unionista de l'Ulster       | 2      | =               |
| •      | Veu Unionista Tradicional          | 1      | +1*             |

- Boyd Douglas, elegit regidor del TUV, havia estat elegit anteriorment sota altres designacions, fins a 2011 com a representant de la Coalició Unionista Unida.

## Revisió de l'Administració Pública
En la revisió de l'Administració Pública (RPA), el consell s'ha d'unificar amb els districtes de Coleraine, Ballymoney i Moyne el 2011 per a formar el consell del Districtre de Causeway Coast i Glens amb una àrea ampliada de 1.796 km² i una població de 131.564 habitants. Les següents eleccions tindran lloc en maig de 2009, però el 25 d'abril de 2008, Shaun Woodward, Secretari d'Estat per a Irlanda del Nord anuncià que les eleccions de districte programades per a 2009 serien posposades fins a la introducció dels 11 nous consells en 2011.